# Tratado de la Luna
El Acuerdo que Gobierna las Actividades de los Estados en la Luna y otros Cuerpos Celestes, más conocido como el Tratado de la Luna, es un tratado internacional que transfiere jurisdicción de todos los cuerpos celestes (incluyendo las órbitas cercanas a tales cuerpos) a la comunidad internacional. Así, todas las actividades deben hacerse conforme al Derecho internacional, particularmente la carta de las Naciones Unidas.
Solo lo han firmado y ratificado unas 17 naciones. Sin embargo, las grandes potencias que han desarrollado misiones tripuladas, aún no han firmado dicho tratado.
En 2020, el presidente de los Estados Unidos, Donald Trump, firmó una orden ejecutiva llamada "Fomentar el apoyo internacional para la recuperación y el uso de los recursos espaciales".  La orden enfatiza que los Estados Unidos «no ven el espacio exterior como propiedad común» y llama al Tratado de la Luna un "un fallido intento de restringir la libre empresa".
En 2023 Arabia formalmente declaró su retiro del tratado en 2024.

## Regulación
Tras el Tratado del Espacio Ultraterrestre, el Tratado de la Luna pretendía establecer unas normas para el uso de la Luna y otras cuerpos celestes. El tratado se aplica a la Luna y otros cuerpos celestes ubicados dentro del Sistema Solar, distintos de la Tierra. Contiene 21 artículos
El tratado declara que la Luna ha de ser utilizada para el beneficio común de todos los Estados y todos los pueblos de la comunidad internacional. Además, pretende que la Luna no se convierta en una fuente de conflicto internacional. Ciertos puntos a destacar del tratado se muestran a continuación:
- Prohíbe el uso militar de los cuerpos celestes, incluyendo prueba de armas o bases militares.
- Prohíbe la exploración y el uso de los cuerpos celestes sin la aprobación o el beneficio de todos los Estados bajo el principio del patrimonio común de la humanidad..
- El Secretario General ha de ser notificado de todas las actividades celestes.
- Todos los Estados tienen el mismo derecho de realizar investigaciones sobre los cuerpos celestes.
- Al menos parte de los datos obtenidos durante la investigación por parte de un Estado han de ser puestos a disposición de la comunidad.
- Está prohibido alterar el ambiente de los cuerpos celestes y realizar cualquier tipo de contaminación.
- Se prohíbe a los Estados reclamar soberanía sobre los cuerpos celestes.
- Prohíbe la propiedad de cualquier territorio extraterrestre por parte de una persona u organización, a menos que sea internacional y gubernamental.
- Se ha de establecer un régimen internacional para garantizar que el desarrollo y la gestión sean seguros y ordenados en cuanto a los recursos y el reparto de beneficios de los mismos.

## Estados participantes

Participantes en el Tratado de la Luna
Firmantes y ratificados
Firmantes
No participantes

El tratado fue firmado en 1979 y entró en vigor en 1984. Actualmente son 18 los países que han firmado y ratificado el tratado. Además existen otros 4 países que han firmado pero no lo han ratificado. La fecha de deposición es aquella de depósito del instrumento de ratificación, es decir, una carta oficial sellada y firmada por la autoridad responsable del Estado, en la cual se explique la decisión tomada.
El objetivo del tratado por parte de las naciones que operan el espacio es que los recursos extraídos deben ser compartidos con otras naciones.

### Lista de países que han firmado y ratificado
| Estado       | Firmado             | Depositado              | Método         |
| ------------ | ------------------- | ----------------------- | -------------- |
| Armenia      |                     | 19 de enero de 2018     | Ratificación   |
| Australia    |                     | 7 de julio de 1986      | Ratificación   |
| Austria      | 21 de mayo de 1980  | 11 de junio de 1984     | Ratificación   |
| Bélgica      |                     | 29 de junio de 2004     | Consentimiento |
| Chile        | 3 de enero de 1980  | 12 de noviembre de 1981 | Ratificación   |
| Kazajistán   |                     | 11 de enero de 2001     | Ratificación   |
| Kuwait       |                     | 28 de abril de 2014     | Ratificación   |
| Líbano       |                     | 12 de abril de 2006     | Ratificación   |
| México       |                     | 11 de octubre de 1991   | Ratificación   |
| Marruecos    | 25 de julio de 1980 | 21 de enero de 1993     | Ratificación   |
| Países Bajos | 27 de enero de 1981 | 17 de febrero de 1983   | Ratificación   |
| Pakistán     |                     | 27 de febrero de 1986   | Ratificación   |
| Perú         | 23 de junio de 1981 | 23 de noviembre de 2005 | Ratificación   |
| Filipinas    | 23 de abril de 1980 | 26 de mayo de 1981      | Ratificación   |
| Arabia Saudí |                     | 18 de julio de 2012     | Consentimiento |
| Turquía      |                     | 29 de febrero de 2012   | Consentimiento |
| Uruguay      | 1 de junio de 1981  | 9 de noviembre de 1981  | Ratificación   |
| Venezuela    |                     | 3 de noviembre de 2016  | Consentimiento |

### Lista de países que han firmado y no han ratificado
| Estado    | Firmado                 |
| --------- | ----------------------- |
| Francia   | 29 de enero de 1980     |
| Guatemala | 20 de noviembre de 1980 |
| India     | 18 de enero de 1982     |
| Rumanía   | 17 de abril de 1980     |